# NGC 524

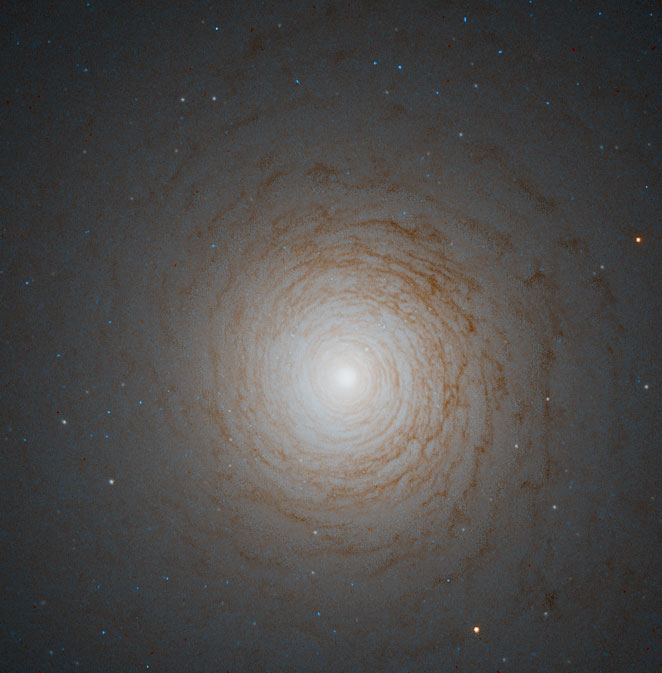
Cette image de NGC 524 réalisée par Judy Schmidt à partir des données captées par le télescope Hubble met en valeur les lignes de poussière de cette galaxie.

NGC 524 est une galaxie lenticulaire située dans la constellation des Poissons. NGC 524 a été découverte par l'astronome germano-britannique William Herschel en 1786.

## Caractéristiques
Sa vitesse par rapport au fond diffus cosmologique est de 2 092 ± 22 km/s, ce qui correspond à une distance de Hubble de 30,9 ± 2,2 Mpc (∼101 millions d'al).
À ce jour, 19 mesures non basées sur le décalage vers le rouge (redshift) donnent une distance de 26,042 ± 3,897 Mpc (∼84,9 millions d'al), ce qui est à l'intérieur des valeurs de la distance de Hubble. Notons cependant que c'est avec la valeur moyenne des mesures indépendantes, lorsqu'elles existent, que la base de données NASA/IPAC calcule le diamètre d'une galaxie et qu'en conséquence le diamètre de NGC 524 pourrait être d'environ 31,4 kpc (∼102 000 al) si on utilisait la distance de Hubble pour le calculer.
NGC 516 est une galaxie brillante dans le domaine des rayons X,

## Supernova
La supernova SN 2008Q a été découverte dans NGC 524 le 26 janvier 2008 par l'astronome amateur italien Giancarlo Cortini. Cette supernova était de type Ia.

## Trou noir supermassif
Une étude  réalisée en 2007  auprès de 90 galaxies de type Seyfert 2 utilisant la dispersion des vitesses a permis d'estimer la masse des trous noirs supermassifs centraux de celles-ci. Pour NGC 524, la masse du trou noir est égale à 60,3 × 106 {\displaystyle M_{\odot }} (107,78).

## Groupe de NGC 470
NGC 524 appartient au groupe de NGC 470 qui comprend au moins 13 galaxies. Ce groupe comprend les galaxies NGC 470, NGC 474, NGC 485, NGC 488, NGC 489, NGC 502, NGC 516, NGC 518, NGC 520, NGC 522, NGC 524, NGC 525 et NGC 532.
Le groupe de NGC 470 devrait comprendre au moins 4 autres galaxies brillantes dans le domaine des rayons X (NGC 509, IC 101, IC 114 et CGCG 411-0458 (PGC 4994)) car elles sont dans la même région de la sphère céleste et à des distances similaires à celles du groupe.